# Ковач, Нико
Ни́ко Ко́вач (хорв. Niko Kovač; род. 15 октября 1971[…], Западный Берлин) — немецкий и хорватский футболист и футбольный тренер.
Выступал на позиции полузащитника. Завершил карьеру в 2009 году. Выступал за сборную Хорватии, принял участие в трёх чемпионатах мира и двух чемпионатах Европы.

## Клубная карьера
Родился в Западном Берлине в семье хорватских гастарбайтеров, приехавших в Германию из Ливно, что в югославской республике Босния и Герцеговина. В 1989 году, в возрасте 17 лет, начал футбольную карьеру в местном клубе «Герта 03 Целендорф», базирующемся в берлинском районе Целендорф. Летом 1991 года Нико Ковач перешёл в берлинскую «Герту», выступавшую в те годы во второй бундеслиге.
В 1996 году покинул «Герту» и подписал контракт с «Байером» из Леверкузена. Дебют Нико Ковача в первой бундеслиге состоялся 17 августа 1996 года в матче открытия сезона 1996/97 с дортмундской «Боруссией», в котором игрок вышел на замену. В первом своём сезоне в «Байере» он сыграл 32 матча чемпионата и забил 3 мяча. Однако в последующие два сезона игрок в основном выходил на замену и пропустил несколько матчей сезона 1997/98 из-за травмы, полученной в домашнем матче со «Штутгартом» в декабре 1997 года. За три года, проведённых в «Байере», Ковач сыграл 77 матчей чемпионата и забил 8 голов. Здесь он впервые стал играть в одной команде со своим младшим братом Робертом.
Летом 1999 года Ковач перешёл в «Гамбург» и провёл два сезона в этом клубе, сыграв в бундеслиге 55 матчей и забив 12 мячей. В 2001 году Нико Ковач получил приглашение от мюнхенской «Баварии» и присоединился в этом клубе вновь к своему брату, перешедшему в «Баварию» после пяти сезонов в «Байере». Однако, не имея постоянной игровой практики в «Баварии», футболист предпочёл вернуться в родной Берлин. Проведя в чемпионате за «Баварию» 34 матча и забив 3 мяча, он отправился вновь в клуб «Герта», где играл до 2006 года, провёл 75 матчей и забил 8 мячей.
В 2006 году, по завершении чемпионата мира по футболу, в котором он принял участие в качестве капитана сборной Хорватии, Ковач продолжил карьеру в клубе австрийской бундеслиги «Ред Булл» из Зальцбурга. Будучи уже довольно-таки возрастным игроком, он продолжал регулярно играть в основном составе австрийской команды.
29 мая 2009 года Нико Ковач принял решение завершить карьеру и начал карьеру тренера юниоров в «Ред Булле».

## Карьера в сборной
Выступая за леверкузенский «Байер», Нико Ковач принял приглашение выступать за национальную сборную Хорватии. Его дебютным матчем в её составе стала товарищеская встреча со сборной Марокко, состоявшаяся 11 декабря 1996 года в Касабланке. Позднее он принял участие в трёх отборочных матчах к чемпионату мира 1998 года, однако попасть на финальный турнир во Францию не смог, не восстановившись до конца после травмы. Возвращение в сборную состоялось лишь в ноябре 1999 года, в товарищеском матче со сборной Франции.
В отборочном турнире к чемпионату мира 2002 года Ковач провёл 5 матчей и забил 1 мяч в гостевой игре со сборной Сан-Марино (4:0). В финальном турнире он принял участие как игрок стартового состава во всех трёх проведённых командой матчах. В отборочных играх к чемпионату Европы 2004 года он продолжал регулярно выходить на поле, и провёл 7 матчей, забив 2 мяча в матчах с Эстонией и Андоррой. В финальном турнире Ковач провёл 3 игры и смог забить гол, открыв счёт в матче со сборной Англии (в итоге завершившемся поражением — 2:4). Как и два года назад, сборная Хорватии не смогла пройти дальше группового этапа турнира.
По окончании Евро-2004 Нико Ковач стал капитаном сборной Хорватии и вышел вместе с командой в финальную часть чемпионата мира 2006 года в Германии. Он принял участие в 9 из 10 матчах и забил два мяча, оба в матче со сборной Исландии в Загребе (4:0). В финальном турнире он сыграл во всех трёх матчах в группе, в матче со сборной Бразилии ему пришлось покинуть поле на 40-й минуте из-за травмы. В решающем групповом матче со сборной Австралии Нико Ковач сделал счёт 2:1 в пользу хорватов, забив мяч, который мог вывести их в 1/8 финала. Однако, австралийцы смогли сравнять счёт, матч закончился со счётом 2:2 и сборная Хорватии вновь стала лишь третьей в своей группе.
Нико Ковач продолжал оставаться капитаном хорватской сборной вплоть до завершения карьеры (29 мая 2009). Он входит в тройку лучших её игроков за всю историю по количеству проведённых матчей. Во многом благодаря ему сборная успешно преодолела отборочный турнир чемпионата Европы 2008 года.

## Тренерская карьера
В 2011 году стал ассистентом главного тренера «Зальцбурга» — Рикардо Мониз.

### Сборная Хорватии
Зимой 2013 года вместе с Робертом Ковачем возглавили молодёжную сборную Хорватии. 16 октября 2013 Нико Ковач был назначен исполняющим обязанности главного тренера сборной Хорватии, затем был назначен главным тренером сборной. Под его руководством хорваты в стыковых матчах обыграли сборную Исландии и отправились на чемпионат мира в Бразилию. На «мундиале» они заняли третье место в группе с командами Бразилии, Мексики и Камеруна и не сумели выйти в плей-офф. Несмотря на это, Ковач продолжил работу с командой.
9 сентября 2015 года Нико покинул свой пост, сборная Хорватии на тот момент занимала третье место в своей группе в отборочном турнире Евро-2016.

### «Айнтрахт» Франкфурт
8 марта 2016 года «Айнтрахт» из Франкфурта объявил о назначении Нико Ковача на пост главного тренера команды. Хорват сумел спасти команду от вылета во второй дивизион, а в свой первый полноценный сезон во главе «Айнтрахта» занял с командой 11-е место, а через год — 8-е. Главным достижением Ковача на этом посту стала победа в Кубке Германии 20 мая 2018 года, в финале которого была обыграна мюнхенская «Бавария». Для «Айнтрахта» этот трофей стал первым за 30 лет.

### «Бавария»
13 апреля 2018 года «Бавария» объявила о назначении Нико Ковача главным тренером. Рассчитанный на три года контракт вступил в силу 1 июля 2018 года. Вместе с Нико в Мюнхен перебрался его брат и ассистент Роберт Ковач. В первом сезоне под руководством Ковача мюнхенцы выиграли «золотой дубль», однако из Лиги чемпионов вылетели уже на стадии 1/8 финала. Этот факт, а также не очень уверенное начало следующего сезона, подтолкнули «Баварию» и тренера расторгнуть контракт по обоюдному согласию 3 ноября 2019 года. В последнем матче под руководством хорвата мюнхенцы с разгромным счётом 1:5 проиграли «Айнтрахту».

### «Монако»
20 июля 2020 года Ковач вернулся к тренерской работе, возглавив «Монако», с которым был заключён трёхлетний контракт. В первом сезоне под руководством хорватского специалиста «монегаски» завоевали бронзовые медали чемпионата Франции, а также дошли до финала Кубка Франции, где уступили «Пари Сен-Жермен». Однако в следующем сезоне результаты команды ухудшились и 1 января 2022 года «Монако» объявил об увольнении Ковача.

### «Вольфсбург»
24 мая 2022 Ковач вернулся в Бундеслигу и стал главным тренером «Вольфсбурга», подписав контракт на 3 года. 17 марта 2024 года был уволен после домашнего поражения от «Аугсбурга» (1:3).

### «Боруссия» Дортмунд
29 января 2025 года Ковач возглавил дортмундскую «Боруссию», подписав контракт на 1,5 года. На момент назначения Ковача клуб занимал 11-е место в Бундеслиге, по окончании сезона вышел на 4-е место, тем самым гарантировав место в Лиге чемпионов. В этом же сезоне «Боруссия» дошла до 1/4 финала Лиги чемпионов, где уступила по сумме двух встреч «Барселоне» (0:4, 3:1).

## Достижения
В качестве игрока
Бавария
- Чемпион Германии: 2002/03
- Обладатель Межконтинентального Кубка: 2001

Ред Булл Зальцбург
- Чемпион Австрии: 2006/07

В качестве тренера
Айнтрахт
- Обладатель Кубка Германии: 2017/18

Бавария
- Чемпион Германии: 2018/19
- Обладатель Кубка Германии: 2018/19
- Обладатель Суперкубка Германии: 2018

## Тренерская статистика
| Команда                 | Начало работы   | Завершение работы | Показатели | Показатели | Показатели | Показатели | Показатели |
| Команда                 | Начало работы   | Завершение работы | М          | В          | Н          | П          | % побед    |
| ----------------------- | --------------- | ----------------- | ---------- | ---------- | ---------- | ---------- | ---------- |
| Сборная Хорватии (мол.) | 21 января 2013  | 16 октября 2013   | 6          | 5          | 0          | 1          | 083,33     |
| Сборная Хорватии        | 17 октября 2013 | 9 сентября 2015   | 19         | 10         | 5          | 4          | 052,63     |
| Айнтрахт (Франкфурт)    | 8 марта 2016    | 30 июня 2018      | 91         | 41         | 17         | 33         | 045,05     |
| Бавария                 | 1 июля 2018     | 3 ноября 2019     | 65         | 45         | 12         | 8          | 069,23     |
| Монако                  | 19 июля 2020    | 30 декабря 2021   | 74         | 43         | 15         | 16         | 058,11     |
| Вольфсбург              | 1 июля 2022     | 17 марта 2024     | 65         | 23         | 17         | 25         | 035,38     |
| Боруссия (Дортмунд)     | 2 февраля 2025  |                   | 27         | 17         | 4          | 6          | 062,96     |
| Итого                   | Итого           | Итого             | 347        | 184        | 70         | 93         | 053,03     |